# Serie B 2015/2016
Soutěžní ročník Serie B 2015/16 byl 84. ročník druhé nejvyšší italské fotbalové ligy. Soutěž začala 5. září 2015 a skončila 20. května 2016. Účastnilo se jí 22 týmů z toho se 16 kvalifikovalo z minulého ročníku, 4 ze třetí ligy a 2 ze Serie A, protože tým Parma FC vyhlásila bankrot. Místo ní zůstala v soutěži Brescia Calcio. Nováčci ze třetí ligy jsou: Ascoli Calcio 1898, Calcio Como, Novara Calcio a US Salernitana 1919.

## Tabulka
| Poř. | Tým                    | Z  | V  | R  | P  | VG | OG | B  |
| ---- | ---------------------- | -- | -- | -- | -- | -- | -- | -- |
| 1.   | Cagliari Calcio        | 42 | 25 | 8  | 9  | 78 | 41 | 83 |
| 2.   | FC Crotone             | 42 | 23 | 13 | 6  | 61 | 36 | 82 |
| 3.   | Trapani Calcio         | 42 | 20 | 13 | 9  | 64 | 49 | 73 |
| 4.   | Delfino Pescara 1936   | 42 | 21 | 9  | 12 | 69 | 52 | 72 |
| 5.   | FC Bari 1908           | 42 | 19 | 11 | 12 | 58 | 48 | 68 |
| 6.   | AC Cesena              | 42 | 19 | 11 | 12 | 57 | 37 | 68 |
| 7.   | Spezia Calcio          | 42 | 17 | 15 | 10 | 47 | 45 | 66 |
| 8.   | Novara Calcio 1        | 42 | 19 | 10 | 13 | 57 | 35 | 65 |
| 9.   | Virtus Entella         | 42 | 17 | 13 | 12 | 51 | 40 | 64 |
| 10.  | AC Perugia Calcio      | 42 | 14 | 13 | 15 | 40 | 40 | 55 |
| 11.  | Brescia Calcio         | 42 | 14 | 12 | 16 | 55 | 64 | 54 |
| 12.  | Ternana Calcio         | 42 | 15 | 8  | 19 | 50 | 56 | 53 |
| 13.  | Vicenza Calcio         | 42 | 11 | 16 | 15 | 41 | 53 | 49 |
| 14.  | US Avellino 1912       | 42 | 13 | 10 | 19 | 52 | 66 | 49 |
| 15.  | FC Ascoli Picchio 1898 | 42 | 13 | 8  | 21 | 45 | 64 | 47 |
| 16.  | US Latina Calcio       | 42 | 10 | 16 | 16 | 44 | 51 | 46 |
| 17.  | FC Pro Vercelli 1892   | 42 | 11 | 13 | 18 | 43 | 53 | 46 |
| 18.  | US Salernitana 1919    | 42 | 9  | 18 | 15 | 48 | 62 | 45 |
| 19.  | SSV Lanciano 1924 2    | 42 | 12 | 12 | 18 | 43 | 56 | 44 |
| 20.  | AS Livorno Calcio      | 42 | 10 | 12 | 20 | 45 | 57 | 42 |
| 21.  | FC Modena              | 42 | 11 | 9  | 22 | 37 | 55 | 42 |
| 22.  | Calcio Como            | 42 | 5  | 18 | 19 | 39 | 64 | 33 |

Poznámky
- Z = Odehrané zápasy; V = Vítězství; R = Remízy; P = Prohry; VG = Vstřelené góly; OG = Obdržené góly; B = Body
- 1  Novara Calcio přišla během sezóny o 2 body.
- 2  ASD 1920 Lanciano Calcio přišla během sezóny o 4 body.

|  | Přímý postup do Serie A 2016/17 |
|  | Play off                        |
|  | Sestup do Serie C 2016/17       |

## Play off
Boj o postupující místo do Serie A.

### Předkolo
FC Bari 1908 - Novara Calcio 3:4
AC Cesena - Spezia Calcio 1:2

### Semifinále
Novara Calcio - Delfino Pescara 1936 0:2 a 2:4
Spezia Calcio - Trapani Calcio 0:1 a 0:2

### Finále
Delfino Pescara 1936 - Trapani Calcio 2:0 a 1:1
Poslední místo pro postup do Serie A 2016/17 vyhrál tým Delfino Pescara 1936